# 생장추
생장추(生長錐), 또는 나이테 측정기, 나이테 표본 채취기는 살아있는 수목에 상대적으로 적은 손상을 입혀 목질화된 줄기의 일부를 채취하는 도구이다. 생장추는 일반적으로 손잡이, 비트, 추출 트레이 세 가지로 구성된다. 생장추를 통해 목편을 채취한 후 이를 적절한 방법으로 처리하여 연륜을 측정할 수 있다. 주로 임학자, 생태학자 등이 연륜을 측정하기 위한 목적으로 이용한다. 추출 트레이와 비트는 편의를 위해 손잡이 안에 넣어서 보관하며, 사용 시 이를 조립해 이용한다.

## 사용 방법
생장추의 종류에 따라 사용 방법이 다를 수 있으나 일반적인 사용 방법은 다음과 같다.
1. 손잡이, 추출 트레이, 비트를 분리한 후 손잡이에 비트를 결합하여 수목의 적절한 높이에서 연륜의 중심부를 향해 비트를 겨냥한다.
2. 두 손으로 손잡이를 잡고 지그시 누르며 비트가 나무 직경의 1/2을 통과할 때까지 시계 방향으로 돌린다.
3. 추출 트레이의 날이 하단을 향하도록(∩) 비트에 삽입한다.
4. 손잡이를 시계 반대 방향으로 반 바퀴 돌려 비트 내의 목편과 수목 내부가 분리되도록 한 후 트레이와 함께 추출한 목편을 꺼낸다.

이용자의 목적에 따라 흉고나 근주고 등 채취하는 위치가 달라질 수 있다. 생장추를 정확히 사용하기 위해서는 충분한 교육과 경험이 필요하다.

## 유지 및 보수
사용 전 적절히 윤활유를 발라 비트와 줄기의 마찰을 감소시키는 것이 좋다. 사용한 후에는 생장추를 청소하고 충분히 건조시킨 후 보관한다. 또한 사용 시 비트의 날이 상하지 않도록 잘 관리한다. 비트의 날을 날카롭게 유지하기 위한 별도의 연마 도구가 있으며, 이를 정기적으로 이용하여 날이 무뎌지지 않도록 한다.